# Marche au pas !
Pour plus de détails, voir Fiche technique et Distribution.
Marche au pas ! (titre original : « Porca vacca ») est un film italien réalisé] par Pasquale Festa Campanile, sorti en 1982.
Le film se déroule pendant la Première Guerre mondiale. Peu connu du grand public, il utilise un humour typique de la région de Lombardie (Nord de l'Italie).

## Synopsis
Primo Baffo (Renato Pozzetto) est une sorte de chanteur de cabaret qui amuse les soldats avec ses chansons et ses sketches pendant la guerre. Il fait tout  pour éviter d’être enrôlé et partir à la guerre. Mais à la fin de son spectacle, il est amené de force devant le colonel pour la conscription. Il essaie de se faire passer pour un homosexuel mais sans résultat. Arrivé au front, il croise une jeune fille misérable nommée Marianna (Laura Antonelli) lors d’une patrouille dans un village. Il cherche à la séduire et lorsqu’il se trouve déshabillé, elle lui vole tous ses vêtements et effets personnels et s’enfuit avec son complice. Les trois se retrouvent à nouveau quelques jours plus tard et Primo veut se venger. Mais la guerre les rattrape. Après quelques épisodes tragi-comiques au front face aux allemands, Primo et son copain Torno (Aldo Maccione) se cachent dans le grenier d’une masure bientôt occupée par les Uhlans, en terrain conquis. Ils assistent alors, impuissants dans leur cachette, aux derniers outrages que les soldats font subir à Marianna. Mais celle-ci finira par se venger.…

## Fiche technique
- Titre original  = Porca vacca
- Réalisation : Pasquale Festa Campanile
- Scénario : Marcello Coscia, Pasquale Festa Campanile, Massimo De Rita
- Production : Achille Manzotti, Luciano Luna
- Montage : Amedeo Salfa
- Costumes : Ugo Pericoli, Luca Sabatelli
- Musique : Riz Ortolani
- Date de sortie : 1982
- Genre : Comédie dramatique
- Durée : 113 minutes
- Pays : Italie
- Date de sortie :
  -  Italie (Milan) : 24 septembre 1982
  -  France : 24 avril 1985

## Distribution
- Renato Pozzetto : Primo Baffo, dit Barbasini
- Laura Antonelli (VF : Évelyn Séléna) : Marianna
- Aldo Maccione : Tomo Secondo
- Raymond Bussières
- Consuelo Ferrara
- Antonio Marsina
- Antonio Orlando
- Gino Pernice
- Enzo Robutti : le capitaine
- Adriana Russo
- Edoardo Sala
- Ennio Antonelli
- Dino Cassio
- Roberto Ceccacci
- Dino Censki
- Ernesto Colli
- Luciano D'Antoni
- Rita Della Torre
- Maria Novella Ercelli
- Paolo Fiorino
- Maurizio Francisci
- Giuliano Manetti
- Maurizio Mattioli
- Corrado Olmi
- Raymond Pellegrin
- Antonio Pollio
- Lucio Salis
- Massimo Sarchielli
- Toni Ucci
- Antonio Viespoli

## Source de la traduction
- (it) Cet article est partiellement ou en totalité issu de l’article de Wikipédia en italien intitulé « Porca vacca » (voir la liste des auteurs).